# Bulbostylis tenella
Bulbostylis tenella är en halvgräsart som först beskrevs av Heinrich Friedrich Link, och fick sitt nu gällande namn av Charles Baron Clarke. Bulbostylis tenella ingår i släktet Bulbostylis och familjen halvgräs. Inga underarter finns listade i Catalogue of Life.